# Hyperstheen
Het mineraal hyperstheen is een magnesium-ijzer-inosilicaat met de chemische formule (Mg,Fe2+)2Si2O6. Het behoort tot de orthopyroxenen.

## Eigenschappen
Het grijswitte, lichtgroene of bruinzwarte hyperstheen heeft een grijsgroenwitte streepkleur, een glas- tot zijdeglans en een perfecte splijting volgens de kristalvlakken [100] en [010]. De gemiddelde dichtheid is 3,55 en de hardheid is 5,5 tot 6. Het kristalstelsel is orthorombisch en het mineraal is niet radioactief.

## Naamgeving
De naam van het mineraal hyperstheen is afgeleid van de Griekse woorden hyper en sthenos ("boven" en "kracht").

## Voorkomen
Hyperstheen is een veelvoorkomend orthopyroxeen in mafische stollingsgesteenten en meteorieten. De typelocatie is het donkere magmatisch gesteente van de Adirondack regio in de staat New York, in het bijzonder de North Creek granaatvoorkomens.
Hyperstheen komt voor in de zandfractie van Nederlandse Kwartaire riviersedimenten. In de zware-mineraalanalyse zoals dat in Nederland bij de Rijks Geologische Dienst gedurende de tweede helft van de twintigste eeuw plaatsvond, wordt het mineraal ingedeeld bij de zogenoemde instabiele groep en wordt het als vulkanisch mineraal beschouwd.